# Елефсина
Елефсина, некада Елеусина (грч. Ελευσίνα, енгл. Eleusina) град је у Грчкој и управно средиште округа Западна Атика, у оквиру Периферије Атике. Насеље је саставни део тзв. „Велике Атине“.
Елефсина је било важно место и светилиште у доба старе Грчке. Ту је рођен и велики старогрчки трагичар Есхил.

## Природни услови
Град Елефсина се налази у западном делу грчког полуострва и историјске покрајине Атика, а у средишњем делу префектуре. Град је смештен на стратешки важном месту где се ово полуострво повезује са другим значајним грчким полуострвом Пелопонезом преко Коринтског земљоуза. Град се такође налази на северној обали Саронског залива, преко кога се лако стиже до оближње Атине (око 30 km).
Колико је положај града Елефсине добар стратешки и саобраћајно, толико је неповољан са становишта сеизмике. Град је више пута током историје страдао у снажним земљотресима.
Клима у Елефсини је средоземна, са жарким и дугим летима и благим и кишовитим зимама. На околним планинама она добија оштрије црте.

## Историја
У раздобљу старе Грчке Еелфсина је позната још 1.700 године п. н. е. Све до староримског времена град је био познато светилиште по тзв. „мистеријама“, тајновитим светилиштима везаним за живот после смрти. Са преласком месног становништва на хришћанство значај ових светилишта и Елефсине јењава.
Тек после обнове грчке државе 1830. године и давања оближњој Атини статуса државне престонице, Елефсина се поново почиње развијати. Током 20. века она је постала индустријско средиште, нарочито познато као лука за нафту са великом рафинеријом.

## Становништво
Елефсина данас има око 25.000 становника у граду. Становништво су углавном етнички Грци, мада се последњих деценија доселило и нешто странаца. На последња три пописа број становника се кретао на следећи начин:
| 1981.  | 1991.  |
| ------ | ------ |
| 20.320 | 22.793 |

Кретање броја становника у општини по пописима:
| 2001.  | 2011.  |
| ------ | ------ |
| 25,863 | 29.902 |

## Привреда
Елефсина је последњих деценија израсла у важан индустријски центар Грчке. Ово је првенствено дошло услед ширења подручја Атине и премештања њене индустрије ка ширем ободу. Најважнији индустријски комплекс је рафинерија нафте.

## Саобраћај
Елефсина има изузетно повољне природне услове за развој свих видова саобраћаја. Традиционално је развијен поморски саобраћај, који има изузетну прометну важност захваљујући оближњем Коринтском каналу. У позађу града налази се важно укрштање два грчка ауто-пута: Атичког ауто-пута и аутопутне обилазнице око Атине.